# Arenaria glanduligera
Arenaria glanduligera är en nejlikväxtart som beskrevs av Michael Pakenham Edgeworth och Hook. f. Arenaria glanduligera ingår i släktet narvar, och familjen nejlikväxter. Utöver nominatformen finns också underarten A. g. cernua.